# Опиев, Ислам Салманович
Ислам Салманович Опиев (род. 2 апреля 1998, Сунжа, Ингушетия, Россия) — российский борец греко-римского стиля, призёр чемпионатов России, чемпион мира и Европы среди спортсменов до 23-х лет (2019), мастер спорта России международного класса.

## Спортивные достижения
- Чемпионат России по греко-римской борьбе 2020 года;
- Чемпионат России по греко-римской борьбе 2019 года;
- Первенство мира (до 23-х лет) (Будапешт, 2019);
- Первенство Европы (до 23 лет) 2019 года;
- Гран-при Ивана Поддубного 2018 года;
- Первенство мира среди юниоров (Трнава, 2018);[2]
- Командный Кубок мира среди юниоров (Тегеран, 2016);
- Первенство России среди юниоров 2018 года;
- Первенство Европы среди юношей (Сербия, 2015).